# Sankt Vith
Sankt Vith (francese: Saint-Vith, vallone: Sint-Vi) è un comune belga situato nella parte orientale della provincia di Liegi, fa parte della comunità germanofona del Belgio.
La lingua ufficiale della municipalità è il tedesco.

## Geografia
Sankt Vith è situato nella parte di territorio compresa tra l'Eifel e le Ardenne, il territorio è caratterizzato dalla massiccia presenza di boschi, circa il 43,7% del territorio comunale è infatti boscoso in particolare i boschi circondano il villaggio di Recht situato nella parte nordoccidentale del comune. La parte centrale e sudoccidentale del territorio comunale sono invece destinate prevalentemente ad uso agricolo.
Nella parte orientale del territorio scorre il fiume Our, l'area pianeggiante della vallata è coltivata mentre i rilievi sono ricoperti di boschi. Il fiume scorre in direzione sudovest lungo l'Ourgrund, una pittoresca vallata punteggiata da sei piccoli villaggi. 

## Storia

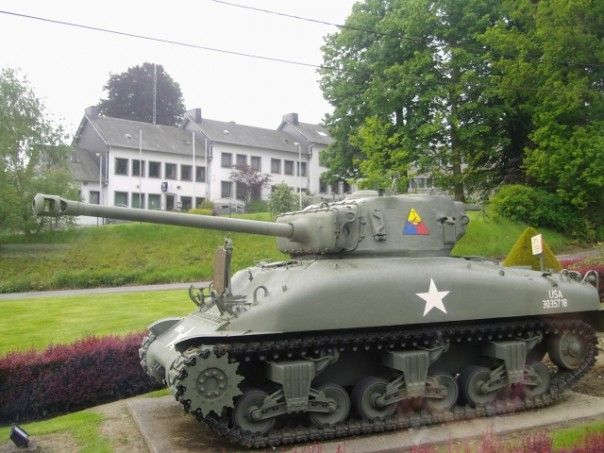
Monumento dedicato alla 7ª divisione corazzata

Le origini del centro abitato non sono certe, la prima menzione risale al 1130/31 e viene citato come sede di una chiesa. 
La regione germanofona a nord del Lussemburgo nella parte occidentale dell'Eifel era compresa nei Paesi Bassi austriaci, nel 1815 il Congresso di Vienna aggregò Sankt Vith, fino ad allora sotto il governo francese, al Distretto governativo di Aquisgrana, in quella che pochi anni dopo sarebbe diventata la Provincia del Reno. Fino alla fine del 1820 la cittadina era città capoluogo del circondario omonimo e fino al 1920 faceva parte del circondario di Malmedy.
Nel 1887 la cittadina venne collegata alla Vennbahn che collegava Aquisgrana con Ulflingen in Lussemburgo. Solo un anno dopo venne collegata anche alla Westeifelbahn diretta a Gerolstein, si sviluppò una considerevole attività economica. Dal 1917, con il collegamento alla linea Libramont–Bastogne–Gouvy, Sankt Vith divenne un significativo nodo ferroviario attrezzato con un'importante officina prima delle ferrovie prussiane e poi di quelle belghe. Nel periodo di massimo splendore dell'attività ferroviaria vi transitavano quotidianamente 30 treni passeggeri e 80 treni merci, lo scalo ferroviario occupava oltre 1200 persone.
La seconda guerra mondiale a Sankt Vith cominciò il 10 maggio del 1940 quando le truppe tedesche annessero gli odierni cantoni orientali del Belgio al Terzo Reich. Il 9 agosto del 1944 vennero distrutti dalle bombe la chiesa di San Vito e la stazione ferroviaria, agli inizi del settembre 1944 la cittadina venne evacuata, gran parte della popolazione venne dislocata a Hannoversch Münden e Dransfeld in Germania. Il 13 settembre entrarono le truppe statunitensi ed affidarono l'amministrazione al Belgio.
L'offensiva delle Ardenne cominciò il 16 dicembre del 1944 tra l'altro con un pesante cannoneggiamento della cittadina di Sankt Vith, la città venne difesa fino al 22 dicembre dalla 2nd Infantry Division comandata dal generale Bruce Clarke, poi entrarono le truppe tedesche. Nei giorni del Natale del 1944 la cittadina venne praticamente rasa al suolo, trovarono la morte 153 abitanti e oltre mille soldati, il 90% degli edifici venne distrutto o subì danni ingenti. Solo nove edifici rimasero intatti. La battaglia intorno a Sankt Vith influenzò le sorti dell'offensiva, la ricostruzione proseguì fino agli anni '60. La ricostruita chiesa di San Vito venne consacrata il 14 giugno 1959 da Wilhelm-Maria van Zuylen, vescovo di Liegi.
Tra gli edifici distrutti che non vennero mai più ricostruiti c'è anche la chiesa protestante, dopo il 1945 nella cittadina non ve ne erano più. Attualmente Sankt Vith fa parte della comunità protestante di Malmedy.

### Simboli
Lo stemma cittadino deriva da quello della dinastia Falkenburg una linea famigliare dei Duchi di Limburgo e raffigura un leone rampante dalla coda biforcuta, coronato e lampassato di blu. Lo stesso leone, in forma stilizzata, si trova sullo stemma della comunità germanofona.

## Monumenti e luoghi di interesse

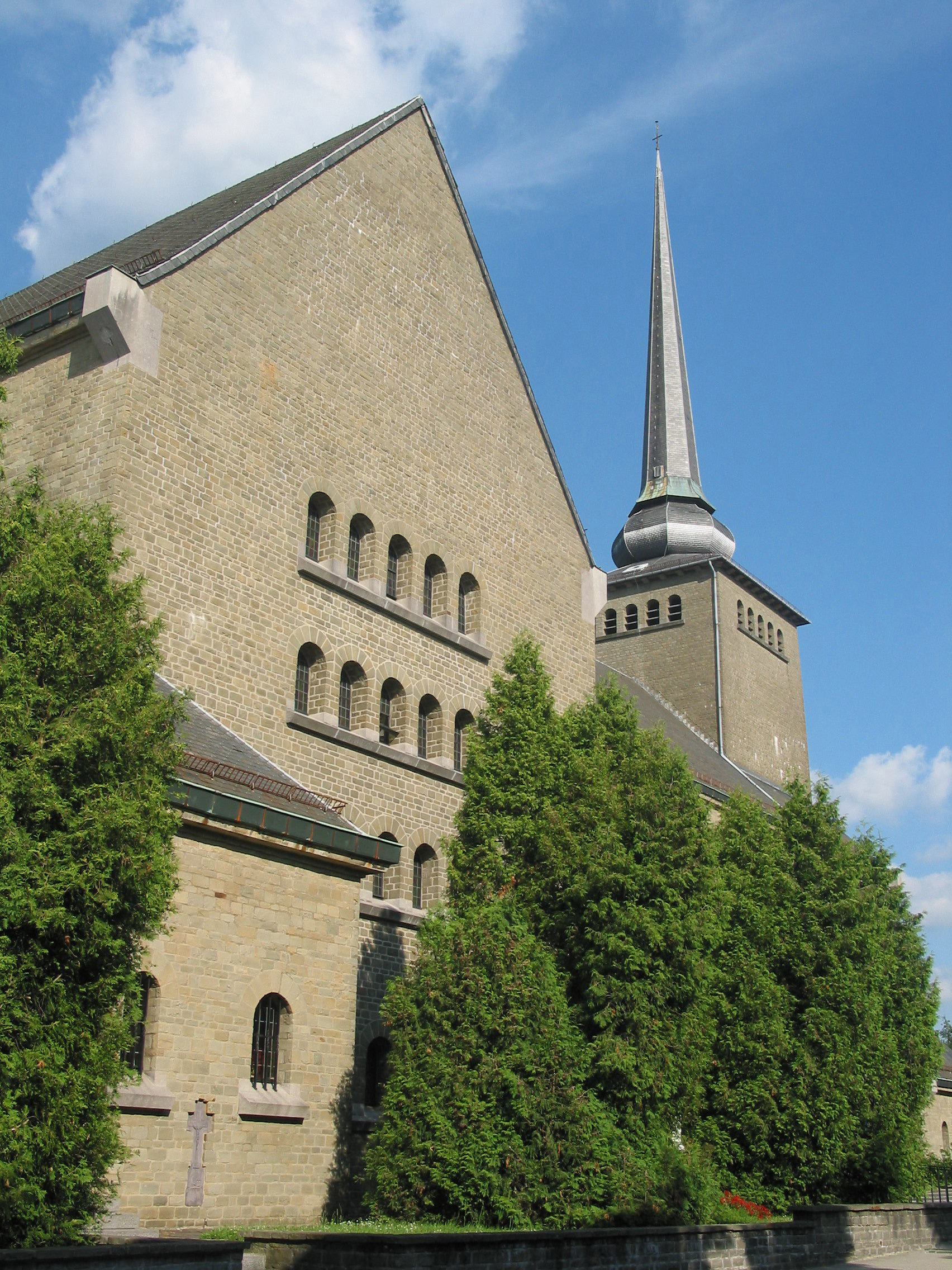
Chiesa di San Vito

L'imponente chiesa dedicata a San Vito è stata edificata dopo la seconda guerra mondiale in stile neo-romanico. La pre-esistente chiesa gotica venne distrutta dalle bombe alleate nel Natale 1944. 
Due chilometri a sudovest di Sankt Vith, nella località di Wiesenbach si trova la cappella di San Bartolomeo, risalente al IX secolo. 
Nella località di Recht si trova una miniera, ormai inattiva, di pietra blu del Belgio che è possibile visitare.

## Amministrazione

### Gemellaggi
- Kerpen, dal 1975
- Teiuș, dal 2008